# 평화의 신전
평화의 신전(라틴어: Templum Pacis) 혹은 '베스파시아누스 포룸'(라틴어: Forum Vespasiani)은 로마의 평화의 여신 팍스에게 경의를 표하기 위해 베스파시아누스 황제 시기인 서기 71년에 로마에 건설된 건축물이다. 유명한 콜로세움이 있는 쪽인 벨리아 언덕을 마주하고 있으며, 아르길레툼 남쪽에 위치해 있다.

## 역사
스타티우스는 평화의 신전 건설이 베스파시아누스가 아닌 도미티아누스 황제한테서 비롯했다고 했으며 이 문제는 오늘날의 고고학계 내에서도 논쟁으로 남아 있다. 신전은 한 세기하고도 반세기가 넘는 기간 로마에 건설된 일련의 기념성의 포룸인 황제들의 포룸의 일부이다. 평화의 신전은 공식적으로는 포룸으로 여겨지지 않는데 이는 정치적 기능을 했을 것이라는 증거가 없기 때문으로, 따라서 신전이라 불린다.
이 거대한 건축물을 짓기 위한 비용은 유대-로마 전쟁 기간 베스파시아누스의 예루살렘 약탈에서 충당하였다. 내부와 주변 시설물은 로마군이 그곳에서 수집한 보물들로 장식되었다. 대플리니우스에 의하면, 그리스와 소아시아에서 네로가 도무스 아우레아를 장식하기 위해 그리스와 소아시아에서 가져온 조각상들 역시도 평화의 신전에 있었다고 한다. 그 중에는 폴리클레이토스, 페이디아스, 아르고스의 나우키데스, 미론, 레오카레스 등의 그리스 조각가들의 작품들이 있었다. 세베루스 왕조 시대의 기단, 레오카레스의 '가니메데스'과 폴리클레이토스의 '피토클레스' 등 조각상들의 비문이 현재까지 남아 있다.
베스파시아누스가 주요 장군이고 이후에 제1차 유대 전쟁기간에 황제로 임명되었기에, 평화의 신전은 지도자로서 그에게 특히나 중요하였다. 거대하고 주요한 이 기념물은 영향력 있고 강인한 황제라는 선전에 필수적이었으며, 베스파시아누스가 제국에 가져올 수 있는 평화와 번영의 상징이었다.
평화의 신전은 서기 192년 2월 화재로 파괴되었다. 이후에 서기 203년경에 셉티미우스 세베루스가 재건하였다. 신전의 홀은 1세기 뒤에 리모델링 되었고, 서기 357년에 로마를 방문한 콘스탄티누스 2세 황제의 감탄을 이끌었다.
4세기 쯤에도 여전히 사용된 이 신전은 기독교도 황제들이 모든 비기독교 종교에 대한 숭배와 신전 시설들을 금지하는 칙령을 내리던 기간 후기 로마 제국의 이교도 박해 기간에 폐쇄되었을 것이다.
평화의 신전은 410년에 알라리크 1세의 로마 약탈 당시에 피해를 입었고 이후에 다시는 재건되지 못하였다. 인접한 막센티우스 바실리카가 평화의 신전이라 오랜 기간 믿어졌다가 고고학자 안토니오 니비가 19세기에 신전의 실체를 제대로 규명해냈다.

## 신전의 구조
오늘날 로마에는 평화의 신전에 아주 적은 양의 잔해만이 있을 뿐이지만, 3세기 신전 내부 벽에 걸려있던 로마에 대한 거대하고 상세한 대리석 지도인 포르마 우르비스 덕에 신전의 구조와 배치에 대해서 많은 것이 알려져 있다. 신전은 넓은 포르티코 쪽으로 개방되어 있는 애프스로 이뤄져 있다. 기둥은 중심부의 비포장이고 풀로 이뤄진 지역들과 신전을 분리하였다. 이는 보통 포장이 되어 있던 대부분의 다른 포룸들과 달랐다. 이 지역은 아마도 정원, 웅덩이, 조각상, 예루살렘 정복 기간에 획득한 다른 보물들이 있었을 것이다.